# Opération Licorne
L’opération Licorne est le nom de la participation des forces armées françaises, sous commandement français, au maintien de la paix en Côte d'Ivoire mise en place à la suite de la crise politico-militaire en Côte d'Ivoire. Elle est distincte mais complémentaire de l'ONUCI. La force Licorne est remplacée, le 21 janvier 2015, par les Forces françaises en Côte d'Ivoire.

## Mission

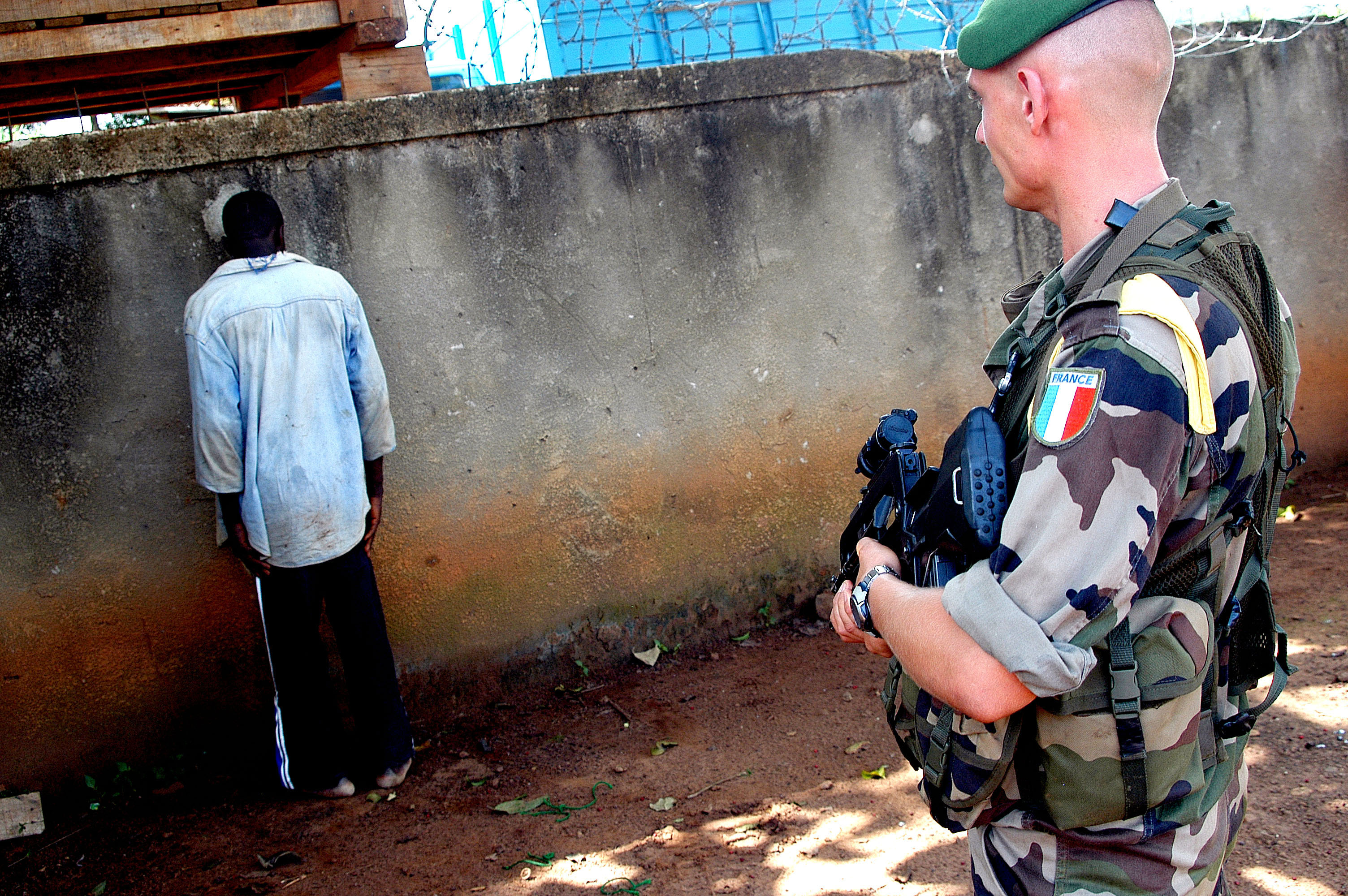
Un membre des Forces nouvelles de Côte d'Ivoire capturé par la Légion étrangère en 2004 après un pillage.

La « Force Licorne », commandée par un officier général, assisté d'un général adjoint opérations, est organisée autour d'un PCIAT (poste de commandement interarmées de théâtre), stationné à Port-Bouët, dans le quartier du 43e BIMa (force prépositionnée, qui forme actuellement un GTIA).
Elle fut longtemps composée de groupements tactiques interarmes (GTIA), répartis sur le territoire de la Côte d'Ivoire, comprenant des unités de différentes armes ou services (infanterie, cavalerie, train, service de santé, actions civilo-militaires, etc.), d'un bataillon de l'aviation légère de l'armée de terre (ALAT), d'un bataillon logistique (BATLOG), d'escadrons de gendarmerie mobile et d'unités prévôtales, et d'un groupement de transport opérationnel (GTO) de l'armée de l'air.
Depuis mars 2008, les structures ont changé, le bataillon logistique et le GTIA43 ont été dissous et l'ensemble des fonctions logistiques et du soutien sont assurés par la BSVIA, base de soutien à vocation interarmées stationnée à Port-Bouët, une très belle commune d'Abidjan.
La principale mission de la force Licorne est de soutenir l’ONUCI : la force française constitue une force de réaction rapide de troisième rang susceptible d'agir au profit de la force onusienne, celle-ci intervenant en soutien à l'action des forces armées ivoiriennes.
Par ailleurs, Licorne peut, si besoin est, assurer la sécurité des ressortissants français et étrangers.
La force Licorne et l'Opération des Nations unies en Côte d'Ivoire sont désignées en Côte d'Ivoire par les pro-Gbagbo par le terme de « Forces partiales »
Le coût de cette opération est estimé à environ 200 millions d’euros par an.

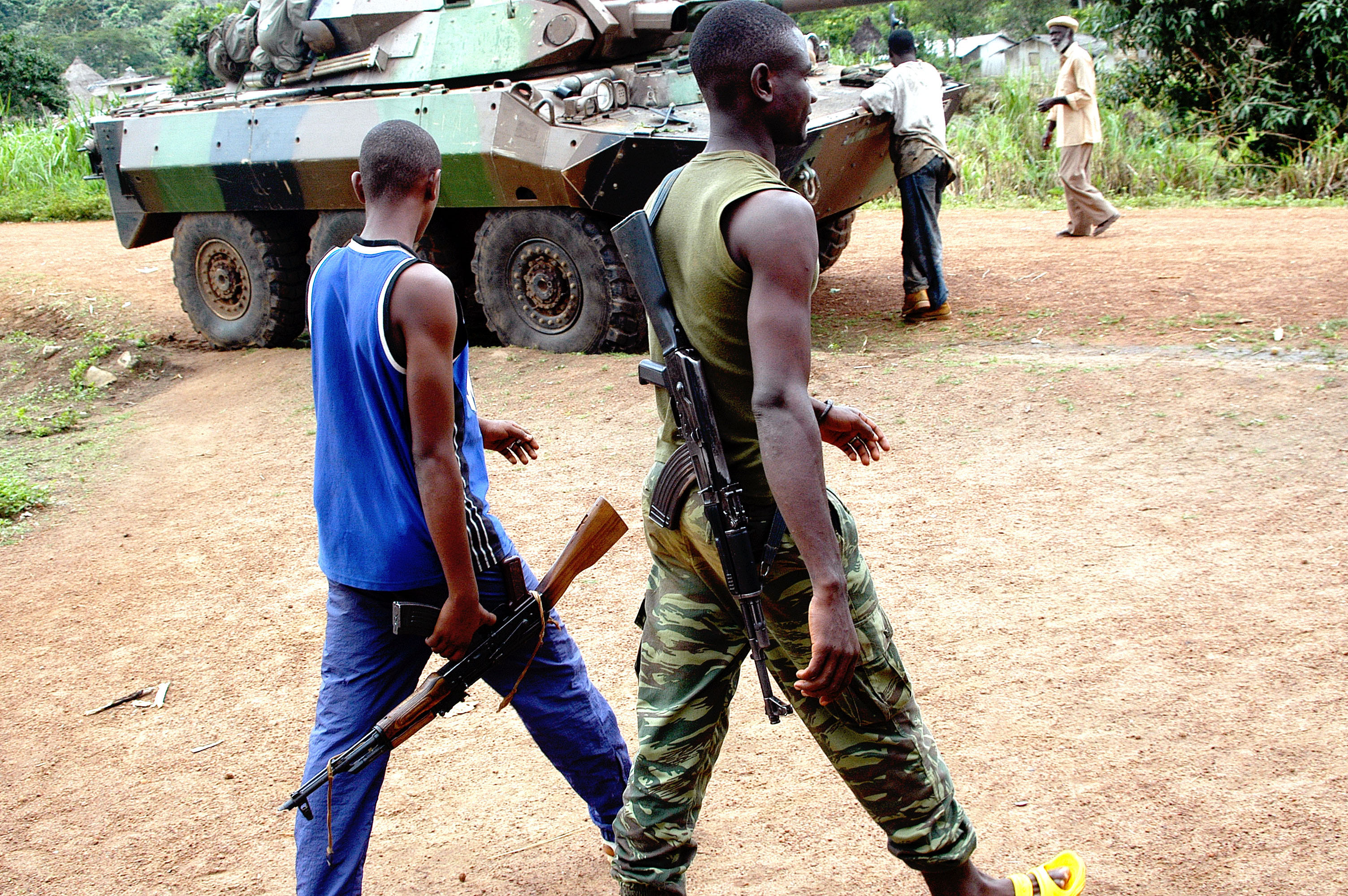
Des membres des FNCI devant un AMX-10 RC de l'armée française en faction en 2004.

## Historique
Cette opération militaire débute en septembre 2002 (début de la crise politico-militaire en Côte d'Ivoire), indépendamment de l'opération des Nations unies, dans le cadre des accords de défense signés entre les deux pays le 24 août 1961. La France, puis la CEDEAO (Communauté des États d'Afrique de l'Ouest), envoient d'importants contingents militaires pour séparer les belligérants (forces d'interposition) à la demande du gouvernement ivoirien. Les forces de l'opération Licorne se composent alors de 4000 soldats Français. Selon les autorités françaises, soutenues par une résolution des Nations unies, cette interposition a permis d'éviter une guerre civile et de nombreux massacres. Cette opération a ainsi été le bras armé de l'action de maintien de la paix de l'ONU.
Un accord entre toutes les forces politiques est signé en France, à Marcoussis, le 24 janvier 2003. Il prévoit simultanément le maintien du chef de l'État en exercice, le président Laurent Gbagbo, la mise en place d'un gouvernement de réconciliation nationale intégrant des représentants de la rébellion et la mise en œuvre d'un programme abordant les principaux sujets de fond à l'origine de la crise ivoirienne (nationalité, propriété foncière rurale, éligibilité, restructuration de l'armée, désarmement de la rébellion).
L'objectif en est la tenue d'élections démocratiques fin de l'année 2005 (fin octobre), mais celles-ci seront repoussées. Le Conseil de sécurité des Nations unies fait sien cet accord. Le 4 avril 2004, l'Opération des Nations unies en Côte d'Ivoire (ONUCI, 6 240 hommes) prend le relais des contingents de la CEDEAO, aux côtés de la force Licorne qui reste en soutien sous commandement français (4 600 hommes).
Le 4 novembre 2004, prenant acte de l'échec de la voie de la négociation, le président Laurent Gbagbo engage l'« Opération Dignité », pour reconquérir militairement les territoires occupés. Le 6 novembre 2004, deux Soukhoï Su-25 de l'aviation gouvernementale ivoirienne mais pilotés par des mercenaires biélorusses, effectuent un raid aérien sur la position française de Bouaké. Ce bombardement sur la base française fait 9 morts et 38 blessés parmi les soldats français (2e régiment d'infanterie de marine, régiment d'infanterie-chars de marine, 515e régiment du train). Les forces françaises ripostent, quinze minutes après l'attaque en neutralisant les deux Soukhoï Su-25 après leur retour sur l'aéroport de Yamoussoukro. L'essentiel des forces aériennes ivoiriennes est anéanti dans les heures qui suivent : quatre hélicoptères de combat  ivoiriens (2 MI-24, 1 MI-8 et 1 Puma) seront totalement détruits devant le palais présidentiel de Yamoussoukro par un raid nocturne  de Gazelle  HOT et canon du Batalat  et deux MI-24 basés sur l'aéroport international d'Abidjan seront neutralisés.
Cependant, des informations révélées par Wikileaks et des enquêtes de presse suggèrent une manipulation visant à justifier une action militaire contre Laurent Gbagbo. En 2016, la juge d’instruction française Sabine Kheris demande le renvoi devant la Cour de justice de la République des anciens ministres Dominique de Villepin, Michèle Alliot-Marie et Michel Barnier, suspectés d'avoir permis l'exfiltration des mercenaires responsables de l'attaque contre les forces françaises.
Le président français Jacques Chirac donne l'ordre de destruction de tous les moyens aériens militaires ivoiriens, afin d'empêcher toute nouvelle attaque des Forces armées nationales de Côte d'Ivoire (FANCI) contre les « rebelles » des Forces armées des forces nouvelles, qui serait contraire aux Accords de Marcoussis, et d'interdire d'autres agressions contre les positions françaises. Cette décision provoqua la « destruction de 7 appareils d'attaque aérienne des FANCI ».
Les évènements de novembre 2004, pendant lesquels l'armée française ouvre le feu sur des manifestants ivoiriens hostiles, mettent la force Licorne en position délicate vis-à-vis des populations civiles. La mort suspecte de l'Ivoirien Firmin Mahé, en mai 2005, provoque la suspension, puis le blâme et la mutation, du général de division Henri Poncet et de son adjoint opérations, le général de Malaussène, ainsi que la suspension du colonel Éric Burgaud, chef de corps du 13e bataillon de chasseurs alpins et d'un sous-officier de ce bataillon par le ministre de la Défense, Michèle Alliot-Marie. La destruction d'appareils militaires ivoiriens provoque donc la dégradation de la relation entre les forces Licorne et la population locale, qui voit davantage la première sous un œil discriminatoire. La colère renforcée des Ivoiriens à l'encontre des Français donnera lieu à de violentes émeutes « antifrançaises » dans de nombreuses villes, comme celle à Abidjan, lors de la nuit du 6 au 7 novembre 2004.
L'opération Licorne a impliqué plus de 5 000 hommes et femmes au plus fort de la crise en novembre 2004. Les troupes françaises ont été ramenées à 2 400 militaires depuis août 2007, puis à  1 800 hommes à partir de mars 2008. Enfin, elles étaient de 900 en 2009.
Le 31 juillet 2008, le Conseil de sécurité de l’ONU a prolongé, pour six mois, les mandats de l'ONUCI et de l’opération Licorne.
Ceux-ci sont ainsi prolongés jusqu’au 31 janvier 2009, dans le but de sécuriser l'élection présidentielle qui devait alors se tenir le 30 novembre 2008.

## Les Forces militaires françaises dans l'opération

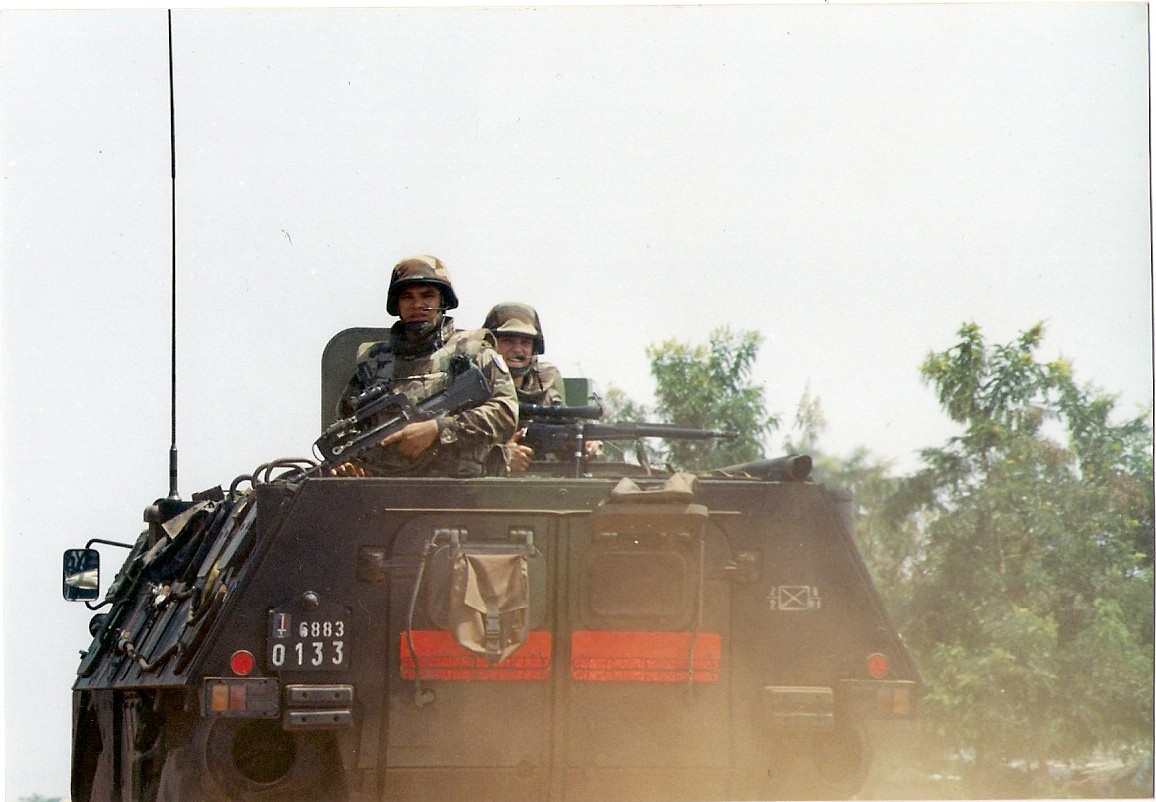
Des légionnaires du 2e REI engagés dans l'opération, avril 2003.

Dès le 22 septembre 2002, le 43e bataillon d'infanterie de marine stationné à Port-Bouët, est renforcé par des éléments des forces françaises pré-positionnées dans la région (Gabon, Sénégal, Djibouti et Tchad) et la 11e BP dont le 2e REP, pour assurer la sécurité des ressortissants français et ceux de la communauté internationale.
Le 1er octobre 2002, un état-major tactique (EMT) français est mis en place. Le président Laurent Gbagbo demande à la France de contrôler le cessez-le-feu qu’il réussit à instaurer. Le 1er décembre, ont lieu les premiers affrontements meurtriers entre militaires français et rebelles à Man. Les effectifs français passent à 2 500 hommes. C’est l’opération Licorne.
En février 2003, 1 500 hommes supplémentaires seront acheminés. Le 19 mars 2003, le 2e régiment étranger d'infanterie, (2e REI) relève le 2e REP et occupe les postes du groupement tactique interarmes ouest (GTIAO). Ce groupement, appuyé par l'arrivée des AMX-10 RC du 1er REC, réussit à ouvrir une brèche vers l'ouest, alternant négociations et intimidation. Après avoir implanté des unités sur Duékoué et Guiglo, des patrouilles effectuent des reconnaissances jusqu'à Toulepleu puis Bangolo.
Afin de faire évoluer la situation et accélérer le mouvement vers la paix, le groupement a été engagé dans l'opération Promontary. Elle a permis, en effectuant une reconnaissance offensive sur deux axes, de s'implanter enfin dans le grand ouest à Teapleu et de dégager une zone de confiance. L'ensemble des unités du groupement ouest est réparti sur un front de plus de 200 km, de Daloa à Teapleu. Les patrouilles de recherche profonde du 2e régiment de hussards alimentent l'état-major en renseignements vitaux.
En mai, un cessez-le-feu général est signé, mais le 23 juillet, deux soldats français sont tués par des éléments incontrôlés des FAFN. Divers troubles perdurent, contrôlés par les troupes ivoiriennes épaulées par les Français. L’ONU déploie des troupes bénéficiant du soutien de la force Licorne. Le 24 juin, les postes militaires français de Gohitafalan sont attaqués et un militaire du 40e régiment d'artillerie est tué.
En novembre, la situation se dégrade. Le samedi 6 novembre 2004, à 13 h 5 (heure locale), l'un des Soukhoï Su-25 des forces armées de Côte d’Ivoire largue une bombe de 250 kg sur le camp français de Bouaké, l'ancienne école Descartes transformée en base de soutien à 1 500 mètres de la position rebelle la plus proche. Le bilan est lourd : 9 militaires français tués ainsi qu'un scientifique américain appartenant à une ONG, et trente sept autres blessés, dont plusieurs très grièvement. Les victimes sont pour l'essentiel des marsouins du RICM et du 2e R.I.Ma. Le général Bentégeat, chef d'état-major de l'armée française, ordonne la destruction des chasseurs. À 14 h 20, une section du 2e RIMa met hors-de-combat les deux Soukhoï Su-25 avec des missiles Milan, alors qu'ils sont en train d'être ravitaillés en armes et carburant sur l'aéroport de Yamoussoukro. Un mécanicien est tué. Attaqués par un hélicoptère Mi-24, les soldats français le repoussent par des tirs de mitrailleuse.
La force Licorne s'empare de l'aéroport d'Abidjan. Des mouvements de foule violents éclatent dans la capitale. La force Licorne, renforcée par des moyens terrestres, aériens et navals se redéploie sur la capitale pour sécuriser les ressortissants français et étrangers puis permettre le départ des volontaires.
Environ 8 000 ressortissants quittent le territoire ivoirien, en utilisant pour la majorité d'entre eux les moyens aériens civils réquisitionnés par le ministère des Affaires étrangères.
Le 7 novembre, une colonne de blindés du RICM fait route de Man vers l'ancienne capitale, en prévenant rebelles et Forces armées de Côte d'Ivoire (FANCI) de ce déplacement. Les FANCI dressent cependant plusieurs embuscades et ouvrent le feu sur le convoi français. Huit soldats ivoiriens sont tués et 15 blessés à Douékoué ; à l'entrée d'Abidjan, d'autres combats ont pu faire des victimes.
La colonne française met environ 24 heures pour faire les 850 km de route, car elle a quand même accepté de discuter à certains barrages.
Un hélicoptère français mitraille la résidence du chef de l'État ivoirien à Cocody. L'artillerie ivoirienne présente en ces lieux riposte mais un hélicoptère français la neutralise d'un missile HOT.
En 2005, 5 200 militaires français sont en Côte d'Ivoire, Presque dix fois plus qu'en 2002. Trois Mirage F1 CR de reconnaissance et d'attaque au sol ont également été dépêchés au Tchad. Près de 700 militaires — dont un escadron de gendarmerie mobile — sont arrivés à Abidjan, en provenance de Libreville (Gabon) et de France, pour protéger les ressortissants français et étrangers.
En 2006, la situation devenue plus calme est toujours sous contrôle de force de l’ONU et de Licorne. Calme apparent émaillé de troubles d’éléments incontrôlés.

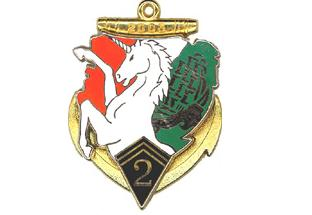
Insigne du 2e R.I.Ma, Opération LICORNE 2002.
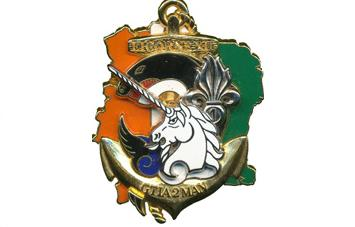
Insigne 21e R.I.Ma, Régiment d’Infanterie de Marine, Régiment Etranger de Cavalerie, Groupement Tactique Inter Armées, Opération LICORNE 2002 (Côte d'Ivoire).
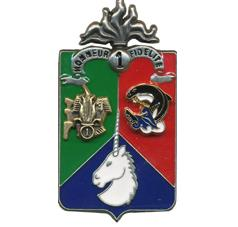
Insigne 21e R.I.Ma, 1er R.E.C et 1er R.E.G, Opération LICORNE 2002 (Côte d'Ivoire).
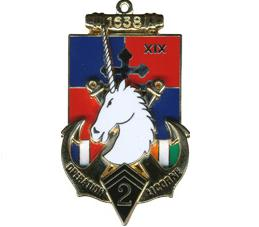
Insigne 2e R.I.Ma, Opération LICORNE 2004 (Côte d'Ivoire).

## Arrestation de Laurent Gbagbo en 2011

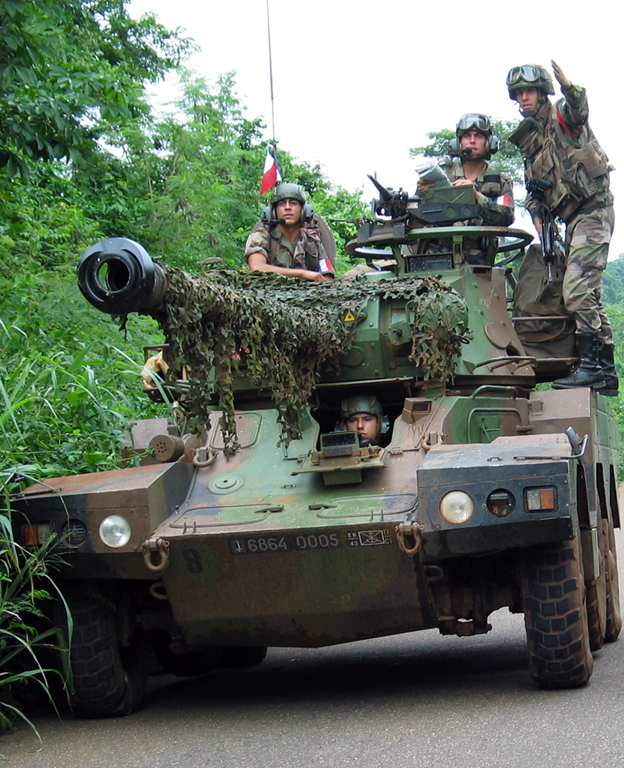
Patrouille du 1er RHP sur ERC-90 Sagaie en République de Côte d'Ivoire en 2003.

Au mois de février 2011, la Force Licorne a été renforcée et passe à 1 100 hommes.
En avril 2011, à la suite de la résolution 1975 du Conseil de Sécurité de l'ONU, la Force Licorne est redéployée dans le but de protéger les ressortissants français, d'apporter un soutien à l'ONUCI et de détruire les armes lourdes des forces pro-Gbagbo utilisées contre des civils. Depuis le 2 avril, des éléments de commandement et trois compagnies, issues du 2e REP, du RMT et du 3e RPIMa, ont été projetées afin de renforcer les effectifs de la Force Licorne. Il y a alors environ 1 650 militaires français à Abidjan.
Le 11 avril 2011, les FRCI, avec l'appui indirect de l'ONUCI et de la Force Licorne, ont arrêté Laurent Gbagbo.
Fin 2011, à la suite de la résolution de cette crise, les effectifs sont en baisse et passent à 450 personnels puis à 300 début 2013.

## Commandants de l'opérationLicorne
- 1er octobre 2002 - 30 mai 2003 : général Emmanuel Beth (ancien officier parachutiste de la légion étrangère, commandant jusqu'alors la 11e brigade parachutiste à Balma).
- 1er juin 2003 - 3 juin 2004 : général Pierre Michel Joana (ancien officier parachutiste des troupes de marine, sous-chef d'état-major opérations-logistique (OPS-LOG) de l'état-major de l'armée de terre (EMAT).
- 4 juin 2004 - 14 juin 2005 : général de division Henri Poncet (ancien officier parachutiste des troupes de marine).
- 14 juin 2005 - juin 2006 : général de division Elrick Irastorza (ancien officier parachutiste des troupes de marine qui succède au général de division Henri Poncet comme conseiller militaire au Comité de suivi des accords de Marcoussis).
- Juin 2006 - 9 juillet 2007 : général de division Antoine Lecerf (ancien officier de légion et ancien commandant de l'état-major de force no 4 (Limoges).
- 10 juillet 2007 - 12 juillet 2008 : général de division Bruno Clément-Bollée (ancien officier des troupes de marine spécialité blindée).
- 12 juillet 2008 - 5 juin 2009 : général Philippe Houbron (ancien officier du génie de l'air)
- 5 juin 2009 - 10 décembre 2009 : général de brigade Jean-François Hogard (officier des troupes de marine spécialité troupes aéroportées).
- 10 décembre 2009 - 10 juin 2010 : général de brigade Francis Autran (ancien officier du génie de la légion étrangère)
- 10 juin 2010 - 1er juin 2011 : général de brigade Jean-Pierre Palasset commandant la 1re brigade mécanisée délégué militaire départemental de la Marne et commandant d'armes de la place de Chalons-en-champagne (ancien officier de l'infanterie chasseur alpin)
- 1er juin 2011 - 4 septembre 2011 : colonel Stéphane Pau chef d’état-major de la 6e brigade légère blindée[18].
- 4 septembre 2011 - 17 avril 2012 : colonel Daniel Jaunin[19].
- 17 avril 2012- 25 juillet 2012 : colonel Marc Conruyt, chef de corps du Régiment d'infanterie chars de marine[19].
- 25 juillet 2012- 18 octobre 2012: colonel Loïc Mizon, chef de corps du Régiment d'infanterie chars de marine.
- 18 octobre 2012- 17 juin 2013: colonel François-Xavier Mabin (COMANFOR), chef de corps du 3e Régiment de parachutiste d'infanterie de marine (3e RPIMa).
- 17 juin 2013- 18 octobre 2013: lieutenant-colonel Rémi Bouzereau, chef de corps du 1er Régiment Etranger de Cavalerie.
- 18 octobre 2013- 21 février 2014: lieutenant-colonel Stéphane Caille, chef de corps du 1er Régiment d’infanterie de marine (1er RIMa).
- 21 février 2014- 18 juin 2014: colonel Christophe Paczka, chef de corps du 2e Régiment d’infanterie de marine (2e RIMa)[20].
- 18 juin 2014- 20 octobre 2014: colonel Paul Sanzey, chef de corps du 27e bataillon de chasseurs alpins d’Annecy (27e BCA)[21].
- 20 octobre 2014- 21 janvier 2015: colonel Nicolas Chabut, chef de corps du 1er régiment de chasseurs (1er RCH) de Verdun, qui commande le dernier mandat de la force Licorne[22].

## Documentaire
En 2003, Jean-Baptiste Gallot filme le 2e régiment étranger de parachutistes lors de violents accrochages à Duékoué en Côte d’Ivoire, dans le cadre d’un documentaire de 70 minutes qu’il réalise pour Le Droit de savoir : Légion Étrangère, des hommes sans passé.